# آرتورو گودوی
آرتورو گودوی انگلیسی: Arturo Godoy بوکسور اهل شیلی بود، او با نام مستعار «آرتوریتو» نیز شناخته می‌شد.

## زندگی
وی در ۱۰ اکتبرِ ۱۹۱۲ در ایکیکه، کشور شیلی متولد شد.
وی قهرمان سنگین‌وزن در آمریکای جنوبی بود و فعالیت گسترده و موفقی در آرژانتین، کوبا، اسپانیا و ایالات متحده تقریباً بین سالهای ۱۹۳۱ تا ۱۹۵۴ داشت.
در نیویورک او تونی گالنتو را شکست داد. او بیشتر به خاطر دو مبارزه حماسی خود با جو لوئیس برای مسابقات جهانی سنگین‌وزن در سال ۱۹۴۰ شناخته شده‌است. اولین بار در ۱۰ فوریه ۱۹۴۰ در مادیسون گاردن برگزار شد و ۱۵ راند به طول انجامید. ۲ داور کنار رینگ رای به نفع لوئیس داند که منجر اعتراض بخش قابل توجهی از تماشاگران شد، با توجه به این واقعیت که گودوی هیچ ترسی از لوئیس نداشت، مضافاً بر اینکه که لوئیس لوئیس نتوانسه بود او را ناک اوت و شکست دهد. این مسئله و اینکه لوئیس عملاً نتوانسته بود او را شکست دهد و فقط با آرای داوران کناری توانسته بود گودوی را شکست دهد، از نظر مردم و هوادارانش در آمریکای جنوبی و شیلی به‌طور قطع پیروز میدان تلقی شد. از آن زمان گودوی قهرمانی اسطوره ای تلقی شد. دومین مبارزه در ۲۰ ژوئن ۱۹۴۰ برگزار شد. جو لوئیس برای مقابله با استراتژی گودوی و تاکتیک‌های برینگ با تمرکز بر بالا بودن وی از موقعیت کم‌نظیر خود با ترکیبی از ضربات هوک و ضربات ریز و سریع به استقبال او رفت. گودوی شجاعانه جنگید اما داور مجبور شد در رانت ۸ مسابقه را متوقف کند. گودوی تا سال ۱۹۵۴ به مبارزات خود ادامه داد و به شیلی بازگشت، جایی که به عنوان قهرمان از او یاد می‌شد.
وی در سال ۱۹۸۶ در شیلی درگذشت.

## میراث
زندگی وی دستمایه ای برای رمانی بنام "Muriendo por la dulce patria mía" نوشته روبرتو کاستیلو ساندوال گردید.